# Rajd Dunaju 1979
Rajd Dunaju 1979 (14. Danube Rallye 1979) – 14. edycja rajdu samochodowego Rajd Dunaju rozgrywanego w Rumunii. Rozgrywany był od 27 do 29 lipca 1979 roku. Była to piąta runda Rajdowego Pucharu Pokoju i Przyjaźni w roku 1979 oraz trzydziesta trzecia (współczynnik 1) runda ERC w roku 1979.

## Klasyfikacje rajdu
| Miejsce                      | Kierowca                     | Pilot                        | Samochód                     | Czas                         | Strata                       |                              |
| Klasyfikacja generalna i ERC | Klasyfikacja generalna i ERC | Klasyfikacja generalna i ERC | Klasyfikacja generalna i ERC | Klasyfikacja generalna i ERC | Klasyfikacja generalna i ERC | Klasyfikacja generalna i ERC |
| ---------------------------- | ---------------------------- | ---------------------------- | ---------------------------- | ---------------------------- | ---------------------------- | ---------------------------- |
| 1.                           | Václav Blahna                | Jan Soukup                   | Škoda 130 RS                 | 4:33:54                      | 0.0                          |                              |
| 2.                           | Stoyan Kolev                 | Tsvetan Stoyanov             | Renault 5 Alpine             | 4:47:35                      | +13:41                       |                              |
| 3.                           | Radoslav Petkov              | Kostadin Gurlev              | Lada VAZ 21011               | 4:47:43                      | +13:49                       |                              |
| 4.                           | Georgi Petrov                | Ivan Tonev                   | Lada 1600                    | 4:51:46                      | +17:52                       |                              |
| 5.                           | Jan Trajbold st.             | Eva Trajboldová-Váchová      | Škoda 130 RS                 | 4:55:11                      | +21:17                       |                              |
| 6.                           | Vello Õunpuu                 | Aarne Timusk                 | Lada VAZ 21011               | 4:55:20                      | +21:26                       |                              |
| 7.                           | Eedo Raide                   | Georg Valdek                 | Lada 1600                    | 5:00:58                      | +27:04                       |                              |
| 8.                           | Ilie Olteanu                 | Ovidiu Scobai                | Dacia 1300                   | 5:19:53                      | +45:59                       |                              |
| 9.                           | John Rhodes                  | Richard Pease                | Ford Escort RS 2000          | 5:20:48                      | +46:54                       |                              |
| 10.                          | László Kovács                | Tibor Dékány                 | Lada VAZ 21011               | 5:21:23                      | +47:29                       |                              |
| Klasyfikacja CoPaF           |                              |                              |                              |                              |                              |                              |
| 1.                           | Václav Blahna                | Jan Soukup                   | Škoda 130 RS                 | 4:33:54                      | 0.0                          |                              |
| 2.                           | Radoslav Petkov              | Kostadin Gurlev              | Lada VAZ 21011               | 4:47:43                      | +13:49                       |                              |
| 3.                           | Georgi Petrov                | Ivan Tonev                   | Lada 1600                    | 4:51:46                      | +17:52                       |                              |
| 4.                           | Jan Trajbold st.             | Eva Trajboldová-Váchová      | Škoda 130 RS                 | 4:55:11                      | +21:17                       |                              |
| 5.                           | Vello Õunpuu                 | Aarne Timusk                 | Lada VAZ 21011               | 4:55:20                      | +21:26                       |                              |
| 6.                           | Eedo Raide                   | Georg Valdek                 | Lada 1600                    | 5:00:58                      | +27:04                       |                              |
| 7.                           | Ilie Olteanu                 | Ovidiu Scobai                | Dacia 1300                   | 5:19:53                      | +45:59                       |                              |
| 8.                           | László Kovács                | Tibor Dékány                 | Lada VAZ 21011               | 5:21:23                      | +47:29                       |                              |

| Miejsce                      | Drużyna                      |
| Klasyfikacja drużynowa RPPiP | Klasyfikacja drużynowa RPPiP |
| ---------------------------- | ---------------------------- |
| 1.                           | Czechosłowacja               |
| 2.                           | ZSRR                         |
| 3.                           | Bułgaria                     |
| 4.                           | Węgry                        |